# دهستان منگور غربی
دهستان منگور غربی نام دهستانی در بخش مرکزی شهرستان پیرانشهر، استان آذربایجان غربی در ایران است. بر اساس سرشماری مرکز آمار ایران در سال ۱۳۸۵، جمعیت آن ۹۱۲۰ نفر (۱۳۳۰ خانوار) بوده‌است.